# Alexis Rubén González
Alexis Rubén González est un joueur argentin de volley-ball né le 21 juillet 1981 à San Miguel (Province de Buenos Aires). Il mesure 1,84 m et joue libero. Il totalise 75 sélections en équipe d'Argentine.

## Clubs
| Club                  | De        | À         |
| --------------------- | --------- | --------- |
| CA River Plate        | 1994-1995 | 2002-2003 |
| Portol Drac Palma     | 2003-2004 | 2007-2008 |
| Dynamo Moscou         | 2008-2009 | 2008-2009 |
| Tours Volley-Ball     | 2009-2010 | 2011-2012 |
| Personal Bolívar      | 2012-2013 | 2012-2013 |
| Rennes Volley 35      | juin 2013 | déc. 2013 |
| Personal Bolívar      | jan. 2014 | 2019-2020 |
| Montpellier Volley UC | 2020-2021 | en cours  |

## Palmarès

### En sélection nationale
- Coupe panaméricaine
  -  : 2017.
- Championnat d'Amérique du Sud
  -  : 2009, 2011, 2013.
- Mémorial Hubert Wagner
  -  : 2012.

### En club
- Copa Libertadores
  - Vainqueur : 2019.
  - Finaliste : 2020.
- Championnat d'Argentine
  - Vainqueur : 2017, 2019.
  - Finaliste : 2018.
- Coupe ACLAV
  - Vainqueur : 2014.
  - Finaliste : 2015.
- Coupe Máster
  - Vainqueur : 2012, 2015.
- Championnat d'Espagne
  - Vainqueur : 2006, 2007, 2008.
  - Finaliste : 2005.
  - Troisième : 2004.
- Coupe d'Espagne
  - Vainqueur : 2005, 2006.
- Supercoupe d'Espagne
  - Vainqueur : 2005, 2007.
- Championnat de France
  - Vainqueur : 2010, 2012.
  - Finaliste : 2011.
- Coupe de France
  - Vainqueur : 2010, 2011.

## Distinctions individuelles
- Meilleur défenseur du Championnat d'Amérique du Sud : 2009.
- Meilleur receveur du Championnat d'Argentine : 2013.
- Meilleur libero du Championnat d'Argentine : 2015, 2016, 2017.
- Meilleur libero du Championnat Sud-américain des clubs : 2017.